# Clidemia neblinae
Clidemia neblinae är en tvåhjärtbladig växtart som beskrevs av John Julius Wurdack. Clidemia neblinae ingår i släktet Clidemia och familjen Melastomataceae. Inga underarter finns listade i Catalogue of Life.